# Cheval en Irlande
Le cheval en Irlande (irlandais : capall ; anglais : horse) participe à une ancienne tradition, ce pays ayant l'un des plus hauts taux européens de chevaux par habitant. L'élevage du Pur-sang irlandais, destiné aux courses de galop, est particulièrement réputé au niveau mondial. Les pratiques équestres irlandaises sont aussi tournées vers les sports équestres que sont le saut d'obstacles et surtout le cross-country, et vers le tourisme équestre.

## Histoire

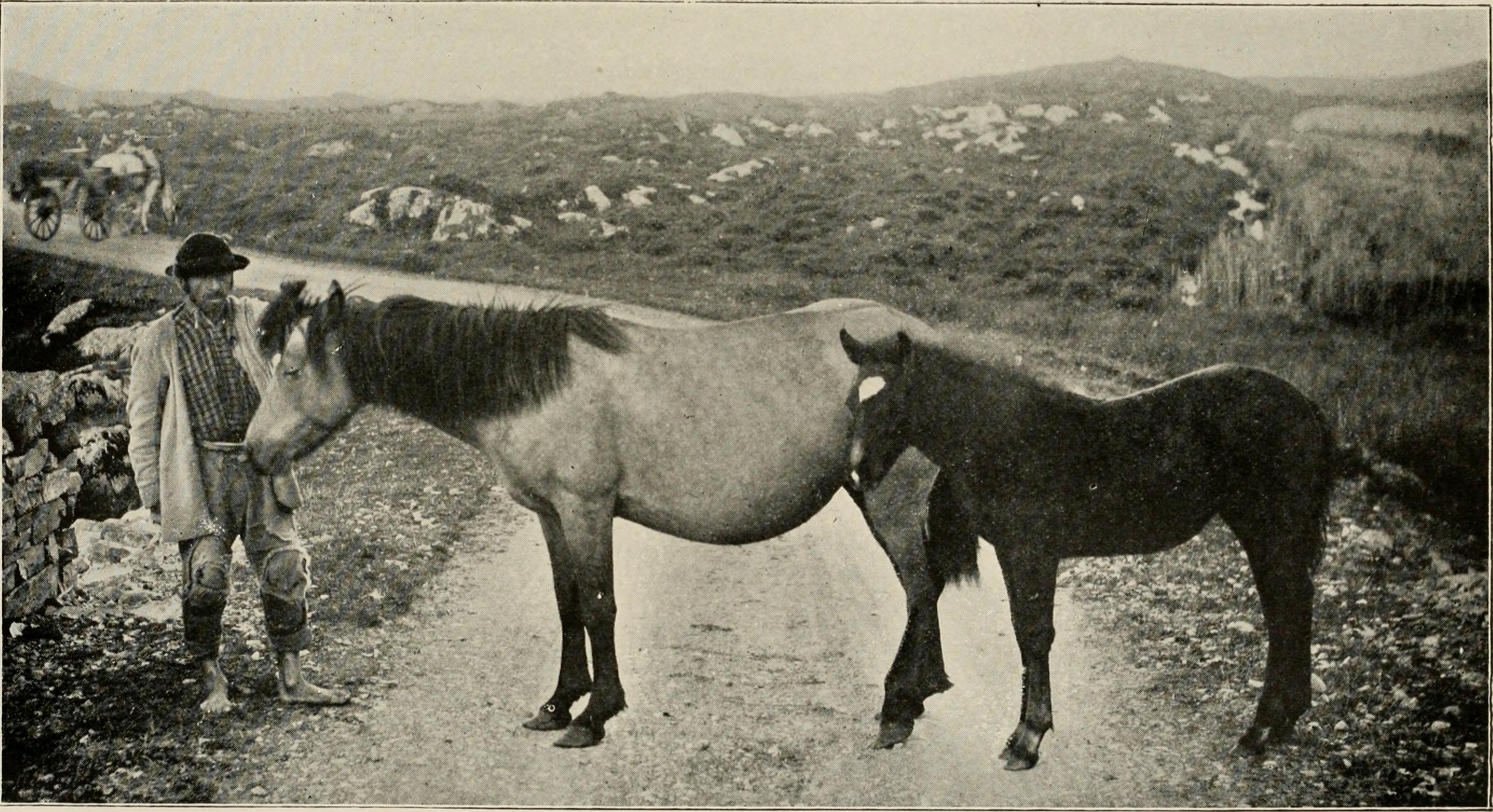
Poulinière et poulain irlandais en 1902.

La présence du cheval en Irlande est assurément ancienne, comme l'atteste sa présence positive dans la mythologie, le folklore et les contes.
Les courses de chevaux apparaissent dès le XVIIe siècle, où se mettent en place les prémices de l'amélioration systématique des chevaux irlandais par l'application de critères qui fixeront les standards de la race du Pur-sang. Au XVIIIe siècle apparaît le sport hippique, tel qu'il perdure sous la forme moderne.
À partir des années 1940, le gouvernement irlandais s'investit dans le soutien à l'élevage équin à travers une série de mesures législatives, dans un premier temps en faveur de l'élevage de courses, puis dans celui des chevaux de sport.
L'Irlande rencontre des problèmes de respect de la réglementation européenne en matière d'identification des équidés, ce qu'il a conduit, à partir de 2016, à mettre en place diverses mesures de contrôle sous peine de sanctions pour les propriétaires et détenteurs de chevaux.

## Pratiques et utilisations

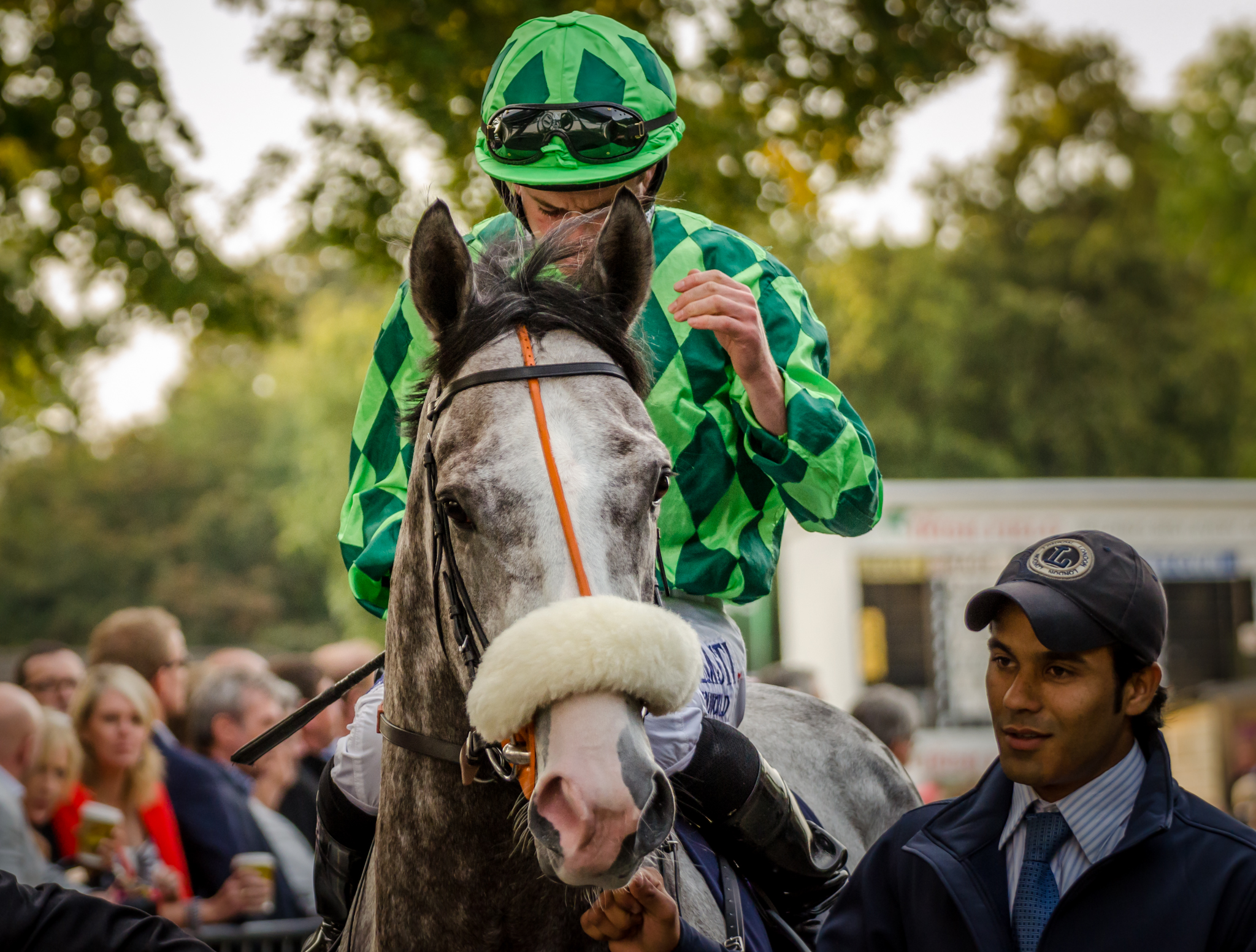
Cavalier irlandais à l′Irish champion stakes.

L'équitation est une pratique courante en Irlande, possible dans une grande variété de centres équestres et poneys clubs à gestion associative ou commerciale, présents sur tout le territoire. 
La pratique du saut d'obstacles et celle du cross-country sont largement répandues, avec celle du tourisme équestre, proposé par différents voyagistes notamment dans le cadre de séjours linguistiques. Une particularité de l'Irlande est une pratique très fréquente de la chasse à courre, avec un très grand nombre d'équipages comparativement à la taille du pays : elle s'est développée à la suite de son interdiction au Royaume-Uni en 2004.
Horse racing Ireland gère les activités du domaine des courses hippiques, les activités de sports équestres étant gérées par Horse Sport Ireland.
Les courses de galop représentent un très important secteur, avec un retentissement important dans la culture irlandaise et l'économie du pays. L'Irlande dispose de 26 hippodromes, organisant chaque année 2 489 courses lors de 347 réunions. 

### Sport hippique
La gestion des hippodromes est planifiée dans un but lucratif, proposant divers sponsorings et des locations d'espaces, ce qui permet de financer ces hippodromes à hauteur de 44 % des revenus générés, les subventions publiques ne comptant que pour 3 %. La filière des courses irlandaises a la particularité de proposer des courses dites « point-to-point » aux cavaliers amateurs, qui attirent un public nombreux, et servent souvent de terrain d'exercice d'entraînement pour les cavaliers professionnels de concours complet et les jockeys. Les paris hippiques sont libéralisés, autorisant les bookmakers à pratiquer le betting exchange (échange de pari) contre une taxe de 15 %. Ces courses ont la particularité de n'être représentées que par du galop, au plat ou à l'obstacle : les courses de trot ne sont pas pratiquées.

## Élevage

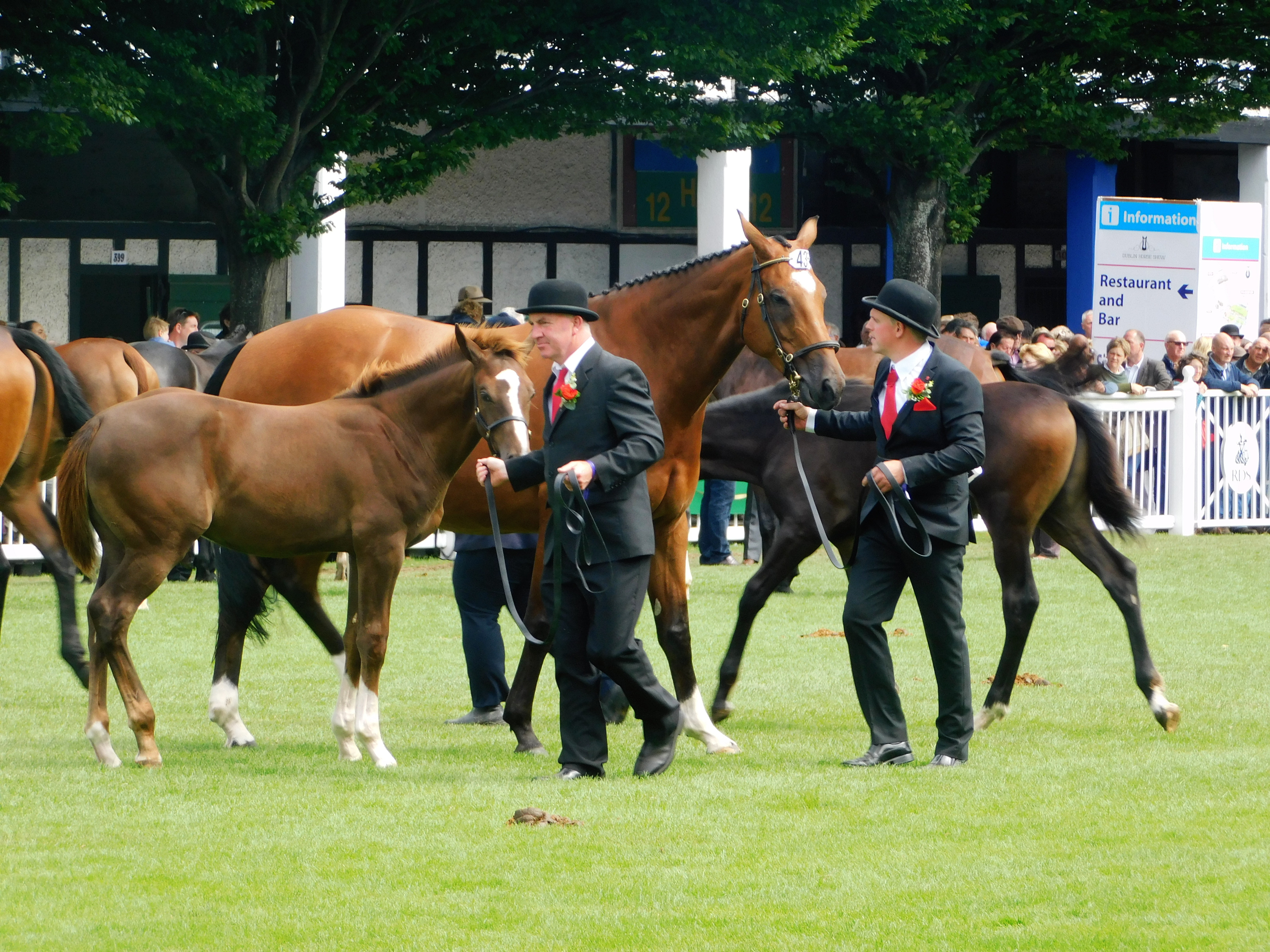
Présentation de chevaux et poulains ISH au Dublin Horse Show de 2017.

Le climat réchauffé et tempéré par le Gulf Stream procure un environnement favorable à l'élevage de chevaux.
L'Irlande a toujours été une terre agricole, plus de 80 % de sa surface agricole utile étant occupées par des prairies et pâturages. 21 000 de ses 140 000 exploitations ont une activité d'élevage équin, généralement en combinaison avec d'autres ateliers agricoles. La filière équine irlandaise est financée par le ministère des sports, arts et tourisme, et par le ministère de l’agriculture.
En 2000, l'Irlande compte environ 60 000 chevaux, soit un taux de 16,2 chevaux pour mille habitants. En 2008, un nouveau comptage donne une estimation de 80 000 chevaux, soit un taux de 19 chevaux pour mille habitants. D'après Élise Rousseau (2016), l'Irlande compte le taux européen le plus élevé de chevaux par habitant, avec une estimation de 150 000 de ces animaux. Le portail Irish Horse gateway donne un chiffre de plus de 135 700 chevaux, pour 15 000 éleveurs actifs (consultation 2020). Les chevaux irlandais sont enregistrés dans une base de données nationale, gérée par Horse Sport Ireland.
Les chevaux irlandais sont réputés pour leur ossature solide et légère, que leur fourniraient les riches pâturages du pays. 

### Pur-sang

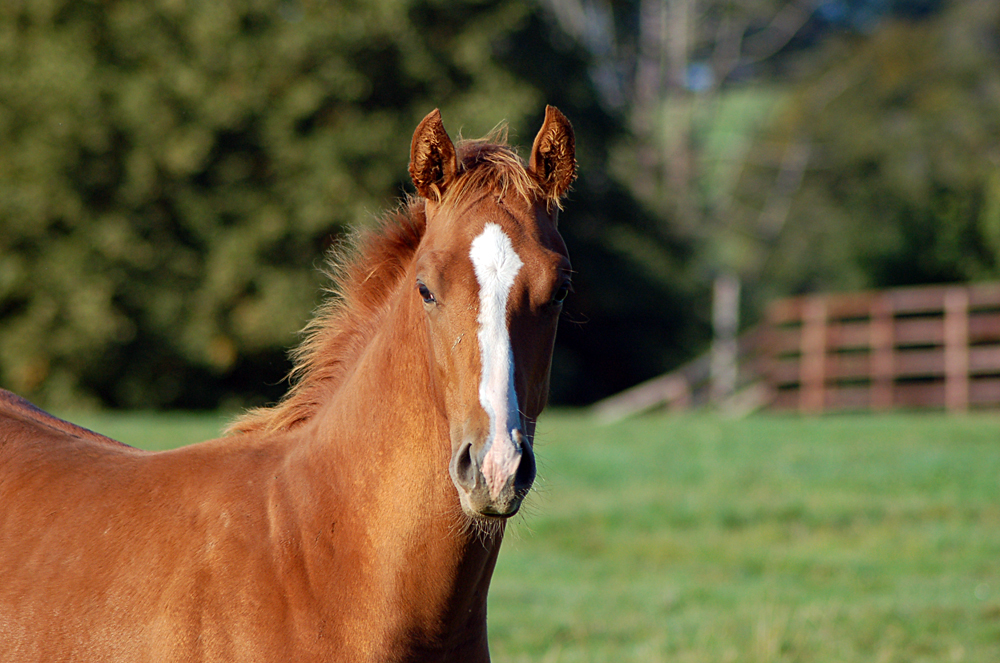
Jeune cheval irlandais alezan dans son pré.

L'élevage du Pur-sang est très largement répandu, celui de l'Arabe étant au contraire rare. Environ 41 000 Pur-sangs vivent sur le sol irlandais, donnant naissance à 12 000 poulains par an, ce qui place l'Irlande au troisième rang mondial des éleveurs de cette race en 2009, la qualité de ses chevaux donnant satisfaction au plus haut niveau. Le consortium Coolmore, installé dans son fief Ballydoyle dans le comté de Tipperary, est l'une sinon la plus puissante écurie de course au monde, tant sur le plan de la compétition avec les chevaux entraînés par Vincent O'Brien puis Aidan O'Brien, tels que Nijinsky, Sir Ivor, Alleged, The Minstrel, Rock of Gibraltar, Found ou Minding, que sur le plan de l'élevage avec certains des étalons les plus influents de la planète comme Sadler's Wells ou Galileo.

### Races locales
La race locale du Connemara est la plus connue des races de chevaux d'origine irlandaise. 
Les autres races locales irlandaises sont représentées par le poney Kerry bog, et par les chevaux de trait Irish Cob et Irish Draught. Deux stud-book de chevaux de sport existent en irlande : l'Irish Sport Horse (ISH), qui est le principal, et l'Irish Warmblood, reconnu en 2009.

## Culture
Le Cheval venu de la mer, film irlandais sorti en 1992, s'inspire de l'héritage de la mythologie celtique irlandaise et des contes transmis par l'oralité.